# 391 a. C.
El año 391 a. C. fue un año del calendario romano prejuliano. En el Imperio romano se conocía como el Año del Tribunado de Flavo, Medulino, Camerino, Fuso, Mamercino y Mamercino (o menos frecuentemente, año 363 Ab urbe condita).

## Acontecimientos
- Batalla de Lequeo: Un mora (regimiento) espartano es derrotado por los atenienses dirigidos por Ifícrates. Esta es la primera vez en la historia griega que una fuerza de infantería ligera derrotan una unidad de hoplitas.

- Datos: Q228897